# Intel 8086
L'Intel 8086 va ser un microprocessador de 16 bits dissenyat per Intel i introduït al mercat el 1978, el qual va donar origen a l'arquitectura x86. L'Intel 8088, llançat el 1979, era essencialment el mateix xip, però amb un bus de dades extern de 8 bits (permetent l'ús de menys i més barats xips lògics de suport), i és notable com a processador de l'IBM PC original.